# 알렉세이 스탄친스키

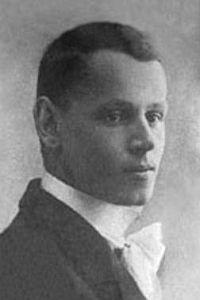
알렉세이 스탄친스키.

알렉세이 블라디미로비치 스탄친스키(러시아어: Алексей Владимирович Станчинский; 영어: Alexei Vladimirovich Stanchinsky, 1888년 9월 21일 - 1914년 10월 6일?)는 러시아의 작곡가이다.

## 생애
지주계급으로 태어나, 전문적으로 배우기 시작하기 전부터 살던 곳의 민속음악을 수집한 바가 있다. 모스크바 음악원에서 공부하고, 니콜라이 질리아에브와 세르게이 타네예프에게 가르침을 받는다. 작곡과에서 가장 장래가 촉망되는 학생이었으나, 아버지의 급사를 계기로 정신병을 앓아, 몇 번이고 정신병원에 입원했다. 의식이 선명할 때는 극히 평범하게 작곡 활동에 씨름하고 있었으나, 한 번 망상에 빠지면 종교열이 고조되면서 작품을 찢어버리는 짓을 되풀이했다. 최종적으로는 의사에게 버림받는다. 1914년 가을에, 전지요양을 겸해서 크리미아 지방에 있는 친구의 별장을 방문 중에 실종되어, 수수께끼의 익사로 죽음을 맞았다. 부검 결과, 자살설과 사고사설의 두 가지 가능성이 시효되었으나, 확증이 없는 채 전자의 가능성이 높다고 여겨져왔다.
현존하는 스탄친스키의 작품은 대부분이 피아노곡이다. 소나타와 푸가 같은 대형식의 작품도 보이지만, 거의 전주곡이나 「스케치」 따위의 소작품집이다. 스크랴빈의 영향을 받아, 농밀한 반음계나 섬세한 리듬 문법을 활용했지만, 차례로 무소륵스키나 민족음악의 영향을 받으면서 선법성이나 변박자를 자주 쓰기 시작해, 스승 타네예프류파의 대위법적 서법에도 심취하여, 그 중에서도 카논을 선호하게 되었다. 스탄친스키 작품에서는 이들이 복잡하게 뒤얽혀 있으나, 무소륵스키의 영향이 강해지고부터는 선율에 있어서도 화성에 있어서도, 온음계적인 경향이 명백해졌다.
짧은 일생 사이에, 메트넬과 알렉산드로프 같은 학우를 감복케 하여, 둘은 함께 스탄친스키에 대한 추모 작품을 작곡했다. 스탄친스키가 살아 있을 적에, 러시아 제국긔 주요도시에서 그 피아노곡이 연주되려 한 작품으로, 수많은 정변으로 인한 우여곡절을 거치며, 작품이 (알렉산드로프 외, 과거의 옛 친구의 손으로) 출판되었을 때에는, 작곡자의 죽음으로부터 사반세기가 지나 있었다. 또한, 사무일 페인베르그는 스탄친스키의 작품의 옹호자이며, 소련의 국내외에서 연주한 것 외에도, 알렉산드로프와 같이 자신의 작곡 양식에 있어서 다소 영향을 받았다. 프로코피예프는 1913년에 스탄친스키 작품에 대하여 문장을 남겼으며, 그의 피아노곡은 신랄하고 기분 좋은 표현에 있어서 스탄친스키와의 공통점을 알아차린다. 아르투르 루리에도 스탄친스키 작품을 알고 있었던 듯하다.

## 주요 작품

### 성악곡
- 로버스 번스의 시로 만들어진 12곡의 노래 (1907 - 1910년)

### 실내악
- 피아노 삼중주곡 (1907 - 1910년)
- 현악 삼중주곡

### 피아노곡
- 피아노 소나타 내림마단조 (단일 악장, 1905년)
- 피아노를 위한 3장의 스케치 (1905 - 1907년)
- 야상곡 (1907년)
- 전주곡 3곡 (1907년)
- 전주곡 (1908년)
- 전주곡 변 마장조 (1908년)
- 카논 나단조 (1908년)
- 전주곡과 푸가 사단조 (1909년)
- 전주곡 3곡 (1907 - 1910년)
- 전주곡 12곡 작품1 (1911년)
- 변주곡 가단조 (1911년)
- 전주곡 5곡 (1907 - 1912년)
- 피아노 소나타 제1번 바장조 (1911 - 1912년)
- 알레그로 작품2 (1912년)
- 피아노 소나타 제2번 사장조 (1912년)
- 카논 형식의 전주곡 5곡 (1913 - 1914년)
- 전주곡 변 사장조 (1913 - 1914년)